# 후안 산체스 모레노
후안 히네스 산체스 모레노(스페인어: Juan Ginés Sánchez Moreno, 1972년 5월 15일, 발렌시아 주 알다이아 ~)는 스페인의 전직 프로 축구 선수로, 현역 시절 스트라이커로 활약하였다.
그는 현역 시절 대부분을 발렌시아와 셀타 비고에서 활동했는데, 그는 전자 구단 소속으로 라 리가를 2번 우승했고, 두 구단에서 도합하여 361번의 경기에 출전해 89골을 넣었다.

## 클럽 경력
산체스는 발렌시아 주 알다이아 출신으로, 발렌시아에서 프로 경력을 시작했는데, 1992년 10월 25일, 0-3으로 패한 바르셀로나와의 원정 경기에서 자신의 첫 라 리가 경기를 치렀다. 같은 시즌의 최종전에서 그는 막판 교체로 들어가 처음으로 골맛을 보았는데, 동지는 에스파뇰과의 안방 경기에서 2-0 완승을 거두었다.
세군다 디비시온의 마요르카에 임대되어 성공적인 1년을 보낸 후, 산체스는 셀타 비고로 이적하여 갈리시아 연고 구단이 국내 및 유럽 무대에서 입지를 다지는 데 큰 역할을 했다. 산체스가 활약한 마지막 두 시즌 동안 리그에서 각각 6위와 5위의 성적을 거두었고, 그동안 도합 22골을 넣고 친정 구단으로 돌아갔다.
산체스는 2000-01 시즌에 리그에서 12골을 넣었는데, 특히 3-0으로 이긴 누만시아전과 5-1로 이긴 라스 팔마스전에서는 연속으로 2골씩 기록했다. 그는 리즈 유나이티드와의 챔피언스리그 4강 2차전 안방 경기에서도 2골 넣어 3-0 대승을 견인으나, 바이에른 뮌헨과의 경기에서 교체되어 나갔고, 경기 결과는 패배였다.
그 후, 2001-02 시즌에 리그를 우승할 당시에는 25경기에 출전했고, 산체스의 입지는 마지막 발렌시아 시즌에 크게 줄어들었는데, 리그 정상에 오른 시즌에 10경기 출전했고, 90분을 모두 소화한 경기는 없었다. 그는 34세에 셀타로 돌아가 활약하다가 은퇴했는데, 그는 1년차에 소속 구단의 1부 리그 복귀를 도왔다.
산체스는 2008년 4월에 미겔 앙헬 루이스의 뒤를 이어 발렌시아의 단장이 되었지만 같은 해 8월에 사직했다. 2009년 6월, 그는 벨기에의 무스크롱에서 같은 직위를 맡았는데, 발렌시아 시절 동료였던 아메데오 카르보니와 미로슬라브 주키치와 재회했는데, 주키치는 이후 감독으로 취임했다.

## 국가대표팀 경력
산체스는 1998년 11월 18일, 살레르노에서 벌어진 이탈리아와의 친선경기에서 스페인 국가대표팀 경기에 1번 출전하여 12분을 뛰었고, 이 경기는 2-2 무승부로 끝났다.

## 수상
발렌시아
- 라 리가: 2001–02, 2003–04
- 수페르코파 데 에스파냐: 1999
- UEFA컵: 2003–04
- 챔피언스리그 준우승: 1999–2000, 2000–01

셀타 비고
- 세군다 디비시온: 2004–05